# سوزان آر باري
سوزان آر باري (بالإنجليزية: Susan R. Barry)‏ هي أستاذة علم الأحياء العصبية في كلية ماونت هوليوك ومؤلفة كتاب «إصلاح نظرتي: رحلة عالم إلى الرؤية في ثلاثة أبعاد»، أطلق طبيب الأعصاب والمؤلف أوليفر ساكس عليها اسم ستيريو سو في مقال نُشر عام 2006 في النيويوركر، توسع كتاب باري في مقال ساكس كثيرًا وكان يناقش تجربة اكتساب رؤية مجسمة من خلال علاج الرؤية بمقياس البصر بعد عمر من فقدان الرؤية التجسيمية، إنه يتحدى الحكمة التقليدية التي تنص علي أن الدماغ موصّل بالمهارات الإدراكية خلال الفترة الحرجة في الطفولة المبكرة ويقدم دليلاً بدلاً من ذلك على اللدونة العصبية طوال الحياة. تم الإعلان عن تحقيق باري للرؤية المجسمة في بث وثائقي لـ BBC تخيل في 28 يونيو 2011 وذلك بمساعدة أخصائية البصريات التطورية الدكتورة تيريزا روجيرو.

## التعليم والحياة العملية
تخرجت باري من جامعة ويسليان بدرجة البكالوريوس في علم الأحياء عام 1976، ثم عملت بعد التخرج في جامعة برنستون حيث حصلت على درجة الماجستير في علم الأحياء عام 1979 ودكتوراه في علم الأحياء عام 1981.
قامت بعمل ما بعد الدكتوراه في جامعة ميشيغان وكلية ميامي ميلر للطب وبعد ذلك أصبحت أستاذًا مساعدًا في قسم الطب الفيزيائي وإعادة التأهيل في كلية الطب بجامعة ميشيغان.
تحتفظ باري بمدونة في مجلة علم النفس اليوم بعنوان عيون على الدماغ، والتي تستكشف التطبيقات العملية لنظرية المرونة العصبية. وهي متزوجة من رائد الفضاء دانيال تي باري.

## رؤية ستيريو

### الحصول على رؤية ستيريو
تأثرت باري بالحول الإنسي المتناوب منذ سن مبكر وخضعت لعمليات تصحيحية لعضلات عينها في عمر سنتين وثلاث وسبع سنوات، في سن الأربعين أدركت الصعوبات في إدراك الأشياء عن بعد بشكل صحيح مثل علامات الطريق والوجوه. أخبرها طبيب العيون الذي استشارته أن بصرها في كلتا العينين به عيوب صغيرة تم تصحيحها بالفعل بواسطة نظارتها، بعد سنوات بعد أن لفتت زميلة انتباهها إلى تجاهلها الأيدي المرفوعة في الجزء الخلفي من الفصل الدراسي الكبير استشرت أخصائي البصريات الذي أحالها إلى روجيرو ومعها شرعت باري في علاج الرؤية لتثبيت نظرتها باستخدام النهج الذي طوره فريدريك دبليو بروك، بما في ذلك على سبيل المثال تمارين لتوجيه العينين إلى نفس النقطة في الفضاء باستخدام وتر بروك.
شاهدت لأول مرة 3D في سن 48 وهي جالسة في مقعد قيادة سيارتها بعد جلسة من علاج الرؤية، وصفت تجربتها بأنها رؤية عجلة القيادة «تطفو أمام لوحة القيادة مع هذا الحجم الملموس للمساحة بين عجلة القيادة ولوحة القيادة». لقد استغرقت شهورًا لتقبل أن لديها حقًا رؤية ستريو (التجسيم) «بسبب كل العقيدة العلمية التي تشير إلى أن هذا غير ممكن». اتصلت بأوليفر ساكس الذي تحدثت معه في مناسبة سابقة عن التصوير المجسم، وطبيب العيون بوب واسرمان وعالم فيزيولوجيا الرؤية رالف سيجل الذي جاء لزيارتها مع روجيرو في فبراير 2005 ونشر مقالًا عن قصتهم في النيويوركر في عام 2006.

### تحدي الآراء السابقة
وجدت باري في البداية أنه من الصعب تصديق اكتسابها للرؤية المجسمة لسبب أن فكرة الفترة الحرجة قد تم وضعها بحزم منذ العمل الرائد لتورستن فيزل وديفيد هوبل مع تجارب الحرمان التي لم تطور فيها الحيوانات الأساس العصبي للرؤية المجسمة إذا مُنِعوا من إجراء دمج ستريو لفترة زمنية معينة بعد الولادة. اتصلت باري بهوبل الذي لم يجد صعوبة في الإيمان بتحسينات رؤيتها وذكر أن تجاربهم في الواقع لم تعالج مسألة ما إذا كانت الحيوانات قد تكون قادرة على استعادة الرؤية المجسمة لاحقًا.
 اقترح هوبل كذلك أن الأطفال حديثي الولادة قد يكونون مجهزين بالفعل بالخلايا العصبية العميقة للعينين.
في كتابها «تصحيح نظرتي»، تشير باري إلى أن نتائج ويسل وهوبل قد تم تقديرها عن طريق الخطأ ليس من قبل ويزل وهوبل نفسيهما ولكن من قبل غالبية العلماء والأطباء الذين افترضوا خطأً أن الفترة الحرجة لتطوير الغمش («العين الكسولة») ينطبق أيضًا على التعافي من الحول، واستنتجت:
«لذلك يُقال اليوم للأطفال الأكبر سنًا والبالغين المصابين بالغمش أنه لا يمكن فعل أي شيء آخر، علاوة على ذلك قد يتم تصنيف أخصائي فحص البصريات الذين لا يتفقون مع هذا الاستنتاج ويحسّنون الرؤية بنجاح في الغمش الأقدم على أنهم أسماك القرش والمشعوذين.»

## حالات أخرى من الرؤية المجسمة (رؤية ستيريو) المكتسبة
تواصلت باري بعد نشر المقال عن «ستريو سو» مع عدد من الأشخاص الذين شاركوا معها قصصهم الخاصة عن الافتقار إلى الرؤية المجسمة واكتسابها وقد أعلنت عن تجاربهم في استعادة الرؤية ثلاثية الأبعاد في كتابها إصلاح نظرتي.
بصرف النظر عن الحالات التي رواها باري تمت الإشارة مؤخرًا إلى حالات أخرى اكتسب فيها شخص بالغ كان سابقًا أعمي ستيريو القدرة على التصوير المجسم.
حدث هذا أيضًا لعالم الأعصاب بروس بريدجمان أستاذ علم النفس والبيولوجيا النفسية في جامعة كاليفورنيا سانتا كروز الذي نشأ تقريبًا أعمي ستيريو واكتسب رؤية ستيريو تلقائيًا في عام 2012 عن عمر يناهز 67 عامًا عند مشاهدة فيلم ثلاثي الأبعاد هيوغو بنظارات ثلاثية الأبعاد مستقطبة، فجأة ظهر له المشهد بعمق وبقيت معه القدرة على رؤية العالم بالستيريو معه أيضًا بعد مغادرة السينما.

## الجوائز
تسرد مجلة برينستون باري من بين 300 معلم جامعي متميز في الولايات المتحدة، وقد تم اختيار ورقتها البحثية عن عمل فريدريك دبليو بروك كأفضل ورقة منشورة في مجلة البصريات السلوكية في عام 2011، وفي عام 2013 حصلت على ميريبز إي. جائزة كلية كاميرون للمنح الدراسية.

## روابط خارجية
- الموقع الرسمي
- اكتساب رؤية استريو - أوليفر ساكس في مناقشة مع سوزان باري، يوتيوب